# Estigmene melanoxantha
Estigmene melanoxantha är en fjärilsart som beskrevs av M.Gaede 1926. Estigmene melanoxantha ingår i släktet Estigmene och familjen björnspinnare. Inga underarter finns listade i Catalogue of Life.